# حزب دموکرات کردستان (عراق)
حزب دموکرات کردستان (به کردی: پارتی دیموکراتی کوردستان، Partiya Demokrat a Kurdistanê) که به صورت مخفف پ. د. ک یا ک. د. پ نیز نامیده می‌شود و به پارتی نیز معروف است، یک حزب ملی‌گرای کرد در کشور عراق و منطقهٔ اقلیم کردستان عراق، و تشکیل‌دهندهٔ اصلی حکومت اقلیم کردستان عراق است. بنیانگذار این حزب مصطفی بارزانی بود که از رهبران جنبش ملی‌گرایی کردی به‌شمار می‌رود. ارگان رسمی حزب دموکرات کردستان خبات نام دارد.

## تاریخچه
حزب دموکرات کردستان عراق در سال ۱۹۴۶ در بغداد تشکیل شد و مصطفی بارزانی که از سال‌ها قبل دست به قیام زده بود و در این زمان در مهاباد بود به رهبری این حزب برگزیده شد. پس از فروریختن جمهوری مهاباد و رفتن بارزانی به شوروی، این حزب مشغول سازماندهی مخفی در عراق شد. حزب دموکرات پس از بازگشت بارزانی به عراق و به دنبال کودتای عبدالکریم قاسم در سال ۱۹۵۸ در عراق به رسمیت شناخته شد و به دفاع از حقوق کردهای عراقی پرداخت، تا توانست در سال ۱۹۷۰ خودمختاری را از حکومت وقت عراق بگیرد.
در سال ۱۹۷۵ در پی قرارداد الجزایر بین شاه ایران و صدام این حزب و خانوادهٔ بارزانی مجبور شدند به ایران پناه بیاورند که شاه ایران امکان اقامت آنان را در منطقه‌ای در نزدیکی کرج فراهم ساخت. ملامصطفی بارزانی در سال ۱۹۷۹ درگذشت. پس از او پسرش مسعود بارزانی در کنگرهٔ نهم حزب به رهبری این حزب انتخاب کردید. حزب دموکرات به مبارزه علیه حکومت مرکزی عراق ادامه داد تا توانست در سال ۱۹۹۱ در پی قیام مردم و حمله منظم شاخه نظامی حزب به پایگاه‌های حکومت مرکزی عراق در مناطق کُردنشین این کشور، به همراه اتحادیه میهنی کردستان یک دولت فدرال کُردی در بخشی از مناطق کردنشین عراق برپا سازد.

## کنگره‌های حزب
مطابق با اساسنامهٔ داخلی حزب دموکرات کردستان کنگرهٔ این حزب می‌بایست هر ۴ سال یک بار برگزار شود. نخستین کنگرهٔ حزب دموکرات کردستان در ۱۶ اوت سال ۱۹۴۶ در بغداد برگزار شده است. سیزدهمین و آخرین کنگرهٔ این حزب نیز در سال ۲۰۱۰ برگزار شد که طی آن مسعود بارزانی به عنوان رهبر حزب و برادرزاده‌اش نچیروان بارزانی به عنوان معاون وی انتخاب شدند. حزب دموکرات از سال ۲۰۱۰ به بعد به مدت ۱۱ سال هیچ کنگره‌ای برگزار نکرده است و شورای رهبری حزب به صورت مدام موعد برگزاری کنگره را به تعویق انداخته است. روز سه‌شنبه ۲۳ فوریهٔ ۲۰۲۱ فاضل می‌رانی دبیر دفتر سیاسی حزب دمکرات کردستان اعلام کرد که کنگرهٔ چهاردهم حزب دمکرات کردستان در تاریخ ۲۶ مه ۲۰۲۱ در شهر دهوک برگزار خواهد شد.

## رهبران حزب دموکرات کردستان
- مصطفی بارزانی (۱۹۴۶–۱۹۷۹) بنیانگذار حزب تا زمان مرگ (کنگرهٔ اول تا نهم)
- مسعود بارزانی (۱۹۷۹-اکنون) از زمان مرگ مصطفی بارزانی تاکنون (کنگرهٔ نهم تا کنگرهٔ سیزدهم)

پرچم و نشان پیشین حزب دموکرات کوردستان